# La Saussaye
La Saussaye é uma comuna francesa na região administrativa da Normandia, no departamento de Eure. Estende-se por uma área de 3,53 km². Em 2010 a comuna tinha 1 935 habitantes (densidade: 548,2 hab./km²).